# William More Gabb

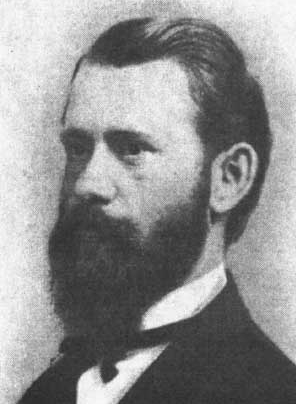
William More Gabb

William More Gabb (Philadelphia (Pennsylvania)), 16 januari 1839 - aldaar, 30 mei 1878) was een Amerikaans paleontoloog. Zijn werk was met name gericht op fossielen waaronder weekdieren uit het Krijt en Tertiair. Tijdens zijn leven beschreef hij 37 nog bestaande ongewervelden (3 Cnidaria, 34 Mollusca (5 Cephalopoda, 3 Bivalvia en 26 Gastropoda) en 2 bestaande slakkengeslachten. In de Verenigde Staten is een berg, de Mount Gabb naar hem vernoemd.

## Publicaties[2]
- Checklist of the Carboniferous, Triassic, Jurassic, and Cretaceous Fossils of California and Nevada. San Francisco, 1865. 8°, pp.

1-8. A list prepared for the use of the State Geological Survey of California.
- Description of New Species of Marine Shells from the Coast of California. Proc. Cal. Acad. Nat. Sci., Ill., 1805, pp. 182-100.[3]
- Descriptions of Three New Species of Mexican Land-Shells. American Journ. Conch., I. 1865, pp. 208-200, pi. 10.

- Biblioteca Nacional de España: XX5030347
- Stuttgart Database of Scientific Illustrators 1450–1950: 7020
- Gemeinsame Normdatei: 1055132082
- International Standard Name Identifier: 0000 0000 2812 0478
- Library of Congress Control Number: n86873088
- Nationale Bibliotheek van Tsjechië: xx0324212
- Système universitaire de documentation: 144364174
- Virtual International Authority File: 8890249
- WorldCat: E39PBJmTmR4X9pHWRb8BQpFVG3